# Bombajská univerzita
Bombajská univerzita (anglicky University of Mumbai, do roku 1997 oficiálně University of Bombay, nebo Bombay University, neformálně MU) je jedna z nejstarších univerzit v Indii a nejstarší vůbec ve svazovém státě Maháráštra. Vyučovacím jazykem většiny kurzů je angličtina.
Univerzita byla založena v roce 1857 a má tři kampusy přímo v Bombaji (Kalina Campus, Thane Sub Campus, Fort Campus) a jeden mimo Bombaj. Několik institutů, které byly dříve součástí univerzity, později získalo samostatnost.
Mumbajská univerzita je jednou z největších světových univerzit- v roce 2011 měla 549 432 zapsaných studentů.

## Historie
Univerzita byla založena v roce 1857 poté, co Bombay Association (politická organizace, založená v roce 1852) předložila petici britské koloniální vládě.
Prvními pracovišti byly Filozofická fakulta na Elphinstone College (1835) a Lékařská fakulta na Grant Medical College (1845)- obě existovaly už před založením univerzity a v roce 1960 k ní byly administrativně přidruženy.
První absolventkou univerzity se stala v roce 1888 Cornelia Dorabuji, indická advokátka a spisovatelka.
Do roku 1904 univerzita pouze vypracovávala osnovy, přidružovala k sobě další vysoké školy a prováděla zkoušky. Od roku 1904 byly zakládány pedagogická pracoviště, výzkumné obory a postgraduální kurzy a byla zřízena řada dalších kateder. Poté, co Indie v roce 1947 získala nezávislost, byly funkce univerzity reorganizovány podle dokumentu The Bombay University Act z roku 1953. V roce 1995 místní vláda oficiálně přejmenovala Bombaj na Mumbaí, o rok později došlo také ke změně názvu univerzity.
V roce 1949 měla škola 42 272 zapsaných studentů, v roce 1975 pak 156 190.

## Kampusy

### Kalina Campus
Kampus Kalina se rozkládá na ploše 93 hektarů. Nachází se zde výzkumná střediska a oddělení přírodních věd, techniky, obchodu a humanitních věd. Univerzita nemá vlastní technické a medicínské oddělení.
Centra a instituty v kampusu Kalina:
- Mahatma Jyotirao Phule Bhavan (Zkušebna)
- National Centre for Nanosciences and Nanotechnology (Národní centrum pro nanovědy a nanotechnologie)
- Department of Biophysics (Oddělení biofyziky)
- Jawaharlal Nehru Library (Knihovna Jawaharlala Nehru)
- Garware Institute of Career Education and Development
- MAST (मस्त) FM - rozhlasová stanice
- Alkesh Dinesh Mody Numismatic Museum
- Department of Extra Mural Studies (Katedra zvláštních nástěnných studií) - pořádá víkendové kurzy
- The Institute of Distance and Open Learning (IDOL) - pořádá kurzy humanitních věd, obchodu a informatiky
- Western Regional Instrumentation Centre (WRIC)
- Centre for African Studies (Centrum afrických studií)
- Centre for Eurasian Studies (Centrum euroasijských studií)
- Marathi Bhasha Bhavan Centre
- Růžová zahrada

### Thane Campus
Kampus Thane byl založen v roce 2014 a rozkládá se na ploše 2,4 hektaru. Zahrnuje kanceláře a School of Law, University of Mumbai.

### Fort Campus
Kampus Fort byl prvním založeným kampusem. Nachází se zde administrativní oddělení univerzity a Rajabai Clock Tower. Pokrývá plochu 5,3 hektaru. Od roku 2018 je zapsán na seznamu světového dědictví UNESCO společně s dalšími stavbami v Bombaji pod položkou „Soubor staveb ve stylu viktoriánské gotiky a art deco v Bombaji“.

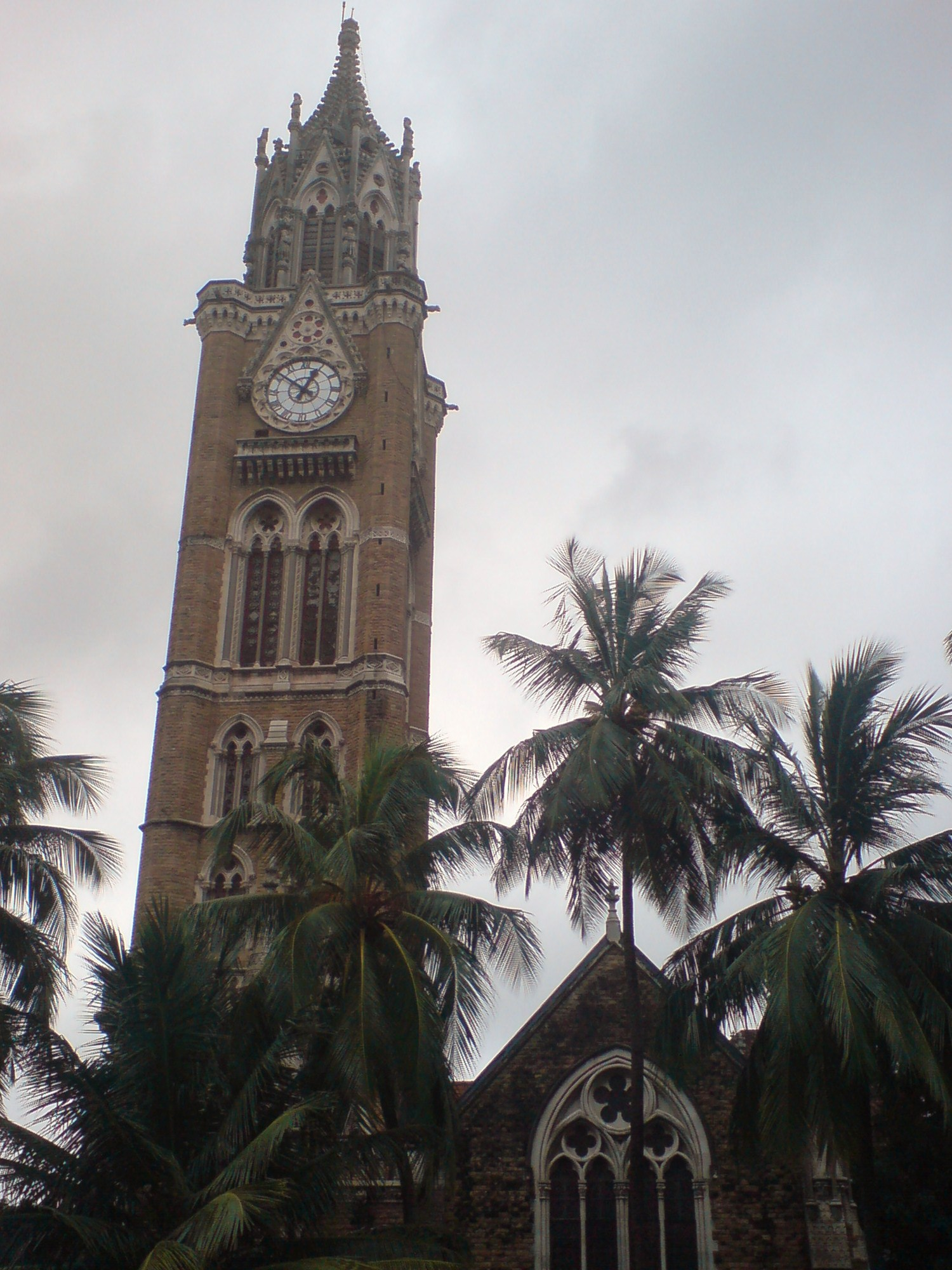
Rajabai Clock Tower

### Ratnagiri Campus
Tento kampus se nachází mimo Bombaj, ve městě Ratnagiri.

## Významní absolventi (výběr)
- Bhímráo Rámdží Ámbédkar
- Shabana Azmi
- Meghnad Jagdishchandra Desai
- Freida Pinto
- Aishwarya Rai
- Pamulaparti Venkata Narasimha Rao
- Džamšéddží Táta

## Partnerské univerzity
Mumbajská univerzita spolupracuje s těmito vysokými školami: University of Amsterdam, University of Bath, Liverpool Hope University, Ryerson University, IESEG School of Management, Kühne Logistics University, Tianjin University of Technology, Nankai University v Číně a Edith Cowan University v Austrálii.